# Мілляр Георгій Францевич
Георгій Францевич Мілляр (7 листопада 1903, Москва, Російська імперія — 4 червня 1993, Москва, Росія) — радянський і російський актор. Заслужений артист РРФСР (1965).

## Життєпис

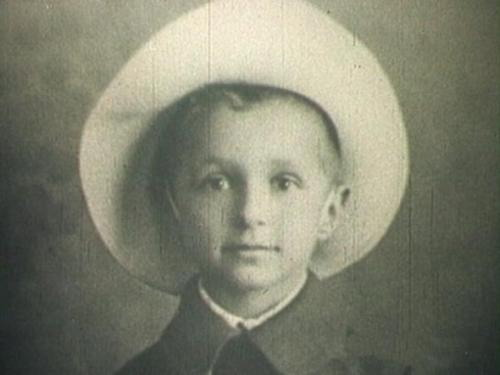
Георгій Францевич Мілляр в 1910-і роки

Народився у Москві. Його батько — Франц де Мільо, французький інженер-мостобудівник, уродженець Марселя, який приїхав до Росії на роботу (помер в 1906 році в Ялті, коли синові не виповнилося й трьох років). Мати — дочка іркутського золотопромисловця Єлизавета Олексіївна Журавльова. Дитинство хлопчика проходило в розкоші, він виховувався гувернантками-француженками, вивчав мови, музику, багато читав.
Ще до початку Першої світової війни вдова де Мільє переїхала з Москви до Геленджика, побоюючись хвилювань, що наростали в країні. Після Революції 1917 року сім'я залишилася без рідних і без грошей, будинок у Геленджику було конфісковано, а велику московську квартиру перетворили на комунальну, де сім'ї де Мільйо відвели лише одну кімнату. Згодом він змінив прізвище, щоб не афішувати своє аристократичне походження. Знання іноземних мов він усе життя не вказував в анкетах, хоча вільно володів французькою та німецькою.
Він з дитинства захоплювався мистецтвом, слухав Шаляпіна, Нежданову, Собінова. Любов до театру йому прищепила його тітка, театральна актриса. Уже в сім років майбутній актор уперше спробував нанести грим, спробувавши перевтілитися в Мефістофеля з "Фауста", однак був розчарований, коли викликав у родичів сміх, а не переляк.

### Кар'єра в театрі
У 1920-х роках після закінчення навчання в школі його прийняли на роботу в геленджицький театр бутафором, початок акторської біографії трапився раптово, - через хворобу виконавця. Несподіваний дебют пройшов вдало, його ввели в репертуар, що вже йшов, і стали займати в нових постановках. Так він став одним із провідних акторів театру. 
У 1924 році він уже став відомим провінційним актором і вступив до Школи юніорів при Московському театрі Революції (нині Московський академічний театр імені Володимира Маяковського). Викладачі насторожено поставилися до юнака через його незвичну для актора зовнішність і проблеми з дикцією. "За своїми психофізичними даними я був важким учнем, і багато викладачів кинули б мене, якби не почуття професійної допитливості... "Консиліум" педагогів довго не міг вирішити результату ні "за", ні "проти", і тому мене не виганяли...", - згадував актор.
Закінчивши школу, актор вступив до театру. Він брав участь у кількох виставах, а серед його ролей були герцог Альбано ("Озеро Люль"), Мокроносов ("Кінець Криворильська"), Пікель ("Гоп-ля, ми живемо"), аптекар ("Ромео і Джульєтта"), Аташе ("Голгофа"), Болтиков ("Інга"), Імангужа ("Поема про сокиру"), містер Гоукер ("Вулиця радості"), граф Людовіко ("Собака на сіні")

### Кар'єра в кіно
Незважаючи на успіх у театрі, Георгій Францевич продовжував мріяти про кар'єру в кіно. Театральні критики ще в 1920-ті роки відзначали:
"Великі здібності Мілляра в області міміки жесту і пластики, мабуть, мали б більше застосування в кіно". 
Однак перші його звернення до кіностудій, зокрема й до Олександра Роу, не увінчалися успіхом. Перші проби у Роу актор провалив через хвилювання. Свою кінокар'єру актор почав з епізодів у кількох фільмах. Пізніше Роу згадав про цього актора і запропонував йому роль в екранізації казки "По щучому велінню" (1938), своєму першому самостійному фільмі. У цьому фільмі актор зіграв роль царя Гороха, і глядачі побачили безглуздого, злого дурня, вдягненого в царський одяг. Заради цієї ролі акторові довелося збрити брови і волосся на голові, що, за спогадами актора, викликало шок у домашніх. Картина була тепло сприйнята критиками й аудиторією, і Роу відразу ж отримав замовлення на наступну кіноказку для Георгія.

Між режисером і Мілляром зав'язалася багаторічна дружба. Олександр Роу знімав актора у всіх своїх фільмах, часто одночасно в декількох ролях. Найбільш характерним для нього образом стала героїня слов`янських казок Баба-Яга. Про те, як народжувався образ Баби-Яги, сам Мілляр розповідав так: "У Ялті я стареньку побачив - кіз пасла на Чайній гірці. Стара-престара гречанка, згорблена, ніс гачком, недобрий погляд, у руках коротка паличка. Чим не Баба-яга?... А ще рясний матеріал мені дала сусідка по комуналці. Характер у неї був жахливий, склочниця, їй треба було обов'язково кого-небудь посварити". Уперше в образі Баби-Яги актор з'явився у фільмі-казці "Василина Прекрасна" (1939). Спочатку на роль Баби-Яги пробувалися безліч актрис, зокрема Фаїна Раневська, але Роу не міг підібрати підходящої кандидатури і звернувся за порадою до самого Мілляра. 
"Не жіноча це роль. От скажіть мені, яка актриса дозволить зробити себе такою страшною на екрані? А я все стерплю", - сказав Мілляр.
Образ вийшов настільки страшним, що присутні на зйомках діти, побачивши актора, розбігалися. Фільм знімали в сильну спеку. Мілляр понад двадцять дублів з'їжджав з печі по жолобу, який через спеку нагрівся так сильно, що актор отримав опік.
У 1944 році Мілляр виконав роль Кащея Безсмертного в однойменному фільмі. Він грав практично без гриму, використовуючи свою вкрай худорляву статуру і знаменитий голос. Спочатку він відмовлявся від ролі, говорив, що не впорається з нею, але пізніше все ж погодився. Під час підготовки до зйомок Мілляр обійшов церкви, що залишилися в Москві, щоб подивитися, як іконописці зображували чорта. Фільм знімали під час Великої Вітчизняної війни, і кіностудію евакуювали в Душанбе, де напередодні зйомок в умовах недоїдання та антисанітарії Мілляр переніс малярію, внаслідок якої важив під час зйомок лише 48 кілограмів. Як і Баба-Яга в першому фільмі за участю актора, Кащей став страхітливим персонажем. Навіть коню, на якому скакав Мілляр, довелося зав'язати очі, інакше він відмовлявся підпускати його до себе. Прем'єра фільму відбулася 9 травня 1945 року, і Кащей став для глядачів уособленням переможених на війні нацистських сил. Сам Мілляр такий зв'язок заперечував: "Я до такого вульгарного трактування не дійшов... Кожна епоха виявляє свого Кащея і в цьому сенсі він безсмертний". Образ Кащея був запозичений із третього вершника на картині Віктора Васнецова "Воїни Апокаліпсису".
Після цього фільму Мілляр, за його словами, став "офіційним представником нечистої сили в кінематографі"
У своїх наступних казкових ролях він вирішив перейти до більш іронічного обігрування негативних персонажів. 1959 року він з'явився в ролі покірного слуги Квака в кіноказці "Мар'я-майстриня". Під час зйомок актора покривали зеленкою і взували в зелені ласти. Манера мови Квака була ідеєю самого актора.
 

1964 року на екрани вийшов фільм "Морозко", де Мілляр знову перевтілився в Бабу-Ягу. Він готувався до ролі, займаючись гімнастикою з жердиною, щоб уміло користуватися мітлою. Кінокритик із журналу "Советский экран" так відгукнулася про роботу актора:
Баба Яга в "Морозці" - восьмий варіант цього образу у виконанні Г. Мілляра. Як і в інших картинах, живе Баба Яга в хатинці на курячих ніжках, у ступі літає, позитивного героя збирається в грубці засмажити - начебто класична, так би мовити, відьма, а в той самий час і дещо інша: не приховують ні режисер, ні актор, яка вона стара та хвора - причому страждає не чим іншим, як цілком сучасним радикулітом. Не позбавлена Баба Яга і деякої людської чарівності. Втомившись довго й нудно сперечатися з Іваном, який ніяк не хоче їй підкоритися, змучено сідає на поріг хати, енергійно потираючи хворий поперек. Тут вона радше схожа на сварливу "кухонну" скандалістку, ніж на традиційне уособлення темного, злого начала.
У 1967 році Мілляр знову зіграв Бабу-Ягу в черговому фільмі Роу "Вогонь, вода і... мідні труби". Тут же він уперше з 1944 року повернувся до образу Кащея Безсмертного, однак тут цей персонаж був значно змінений: на відміну від першого фільму, де Кащей був утіленням зла, у картині 1967 року він постає симпатичнішим невдачливим нареченим. Того ж року Мілляр з'явився в епізодичній ролі літнього любителя доміно в кінокомедії Леоніда Гайдая "Кавказька полонянка, або Нові пригоди Шурика", яка мала шалений успіх, і зіграв невелику роль французького солдата Мореля в кіноепопеї "Війна і мир", удостоєної премії "Оскар" за найкращий фільм іноземною мовою. У 1970 році він перевтілився в блазня Івана Балакірєва в історичному фільмі "Балада про Берінга і його друзів".
Отримавши пропозицію від режисера Олександра Роу зіграти Бабу Ягу в його останньому фільмі "Золоті роги" (1972), Мілляр відмовився, влаштувавши скандал і заявляючи, що "винаходити" Бабу Ягу він уже не може. Усе змінилося, коли акторові запропонували зіграти цю відьму так, ніби в неї двісті років клімаксу. З такою ідеєю Мілляр охоче погодився.
Після смерті Роу 1973 року Мілляр знімався у другорядних та епізодичних ролях. Смерть режисера Роу стала ударом для багатьох членів акторської команди, які раз по раз знімалися в його фільмах.
У 1988 році Мілляр був удостоєний звання народного артиста РРФСР. Висловлювалася думка, що широко визнаний критикою і глядачами актор довго не був відзначений цією нагородою тому, що все життя мав холодні стосунки з владою.

### Останні роки життя
В останні роки життя Мілляр мало знімався, він погоджувався на будь-які ролі у фільмах, відповідально підходив до гри навіть в епізодах.
Помер 4 червня 1993 року в Москві. Похований на Троєкуровському кладовищі (ділянка № 3). Після його смерті дружина і прийомна донька передали частину його архіву з листами, записами, фотографіями і грамотами в Музей кіно. Більшу частину документів, проте, було втрачено.

## Фільмографія
Ролі у кіно:
- «Маріонетки» (1933)
- «По щучому велінню» (1938, Цар Горох)
- «Василиса Прекрасна» (1939, батько / сивий гусляр / Баба-Яга)
- «Швейк готується до бою» (1942, господар)
- «Нові пригоди Швейка» (1943, немає в титрах)
- «Хлопчик з околиці» (1947)
- «Першокласниця» (1948, листоноша)
- «Сміливі люди» (1950, німець з губною гармошкою (в титрах не вказаний)
- «Сільський лікар» (1951, Дмитро Васильович, хворий (немає в титрах)
- «Травнева ніч, або Утоплена» (1952, писар)
- «Море студене» (1954)
- «Овід» (1955, жебрак)
- «Зачарований хлопчик» (1955, мультфільм; один з гусей (немає в титрах))
- «Доля барабанщика» (1955, Ніколя́, двірник дитсадка, син старої)
- «Зоряний хлопчик» (1958, слуга в замку (у титрах не зазначений)
- «Нові пригоди Кота в чоботях» (1958, блазень і чаклунка)
- «Юність наших батьків» (1958, поп)
- «Марія-майстриня» (1959, Квак)
- «Незвичайна подорож Мішки Стрекачова» (1959, працівник пошти)
- «Доля людини» (1959, п'яний німецький солдат)
- «Сампо» (1959, чарівник)
- «Кінець старої Березівки» (1960, перехожий (немає в титрах)
- «Людина нізвідки» (1961, електромонтер)
- «Цілком серйозно» (1961, інспектор Рибнагляду в човні (немає в титрах)
- «Вечори на хуторі біля Диканьки» (1961, чорт/1-а пліткарка)
- «Ділові люди» (новела «Вождь червоношкірих») (1962, Ебенезер Дорсет, батько Джонні)
- «Я купив тата» (1962, епізод)
- «Сліпий птах» (1963, буфетник)
- «Королівство кривих дзеркал» (1963, найголовніший церемоніймейстер / вдова королева / 1-й візник)
- «Великий фітиль» (1963, капітан пароплава (Гудок)
- «Звичайне диво» (1964, Кат)
- «Все для Вас» (1964, двірник, який викликав міліцію до Дукельського)
- «Морозко» (1964, Баба-Яга/ дяк в зграї розбійників)
- «Заблукалий» (1966)
- «Веселі расплюєвські дні» (1966, чиновник Омега)
- «Чарівна лампа Аладдіна» (1966, Наймудріший)
- «Кавказька полонянка, або Нові пригоди Шурика» (1966, гостинний господар, любитель доміно)
- «Війна і мир» (1967, Морель)
- «Каліф-Лелека» (1968, Селім, мудрець)
- «Вогонь, вода та... мідні труби» (1968, Кощій Безсмертний, Баба-Яга, Пожежний)
- «Варвара-краса, довга коса» (1969, Чудо-Юдо, теж цар)
- «Старий дім» (1969, конвоїр)
- «Бушує „Маргарита“» (1970, пасажир)
- «Хутірець у степу (1970, старий)»
- «Балада про Берінга і його друзів» (1970, князь-блазень Іван Олександрович Балакірєв)
- «Корона Російської імперії, або Знову невловимі» (1971, пасажир на кораблі)
- «Надбання республіки» (1971, літній залізничник)
- «Тримайся за хмари» (1971, Берізка, торговець алкогольними напоями на базарі)
- «Золоті роги» (1972, Баба Яга / дід Маркел)
- «Фініст — Ясний Сокіл» (1975, Кастрюк, перевертень, слуга Картауса)
- «Село Утка» (1976, містер Брауні)
- «Розвага для старичків» (1976, батько Олексія)
- «Поки б'є годинник» (1976, міністр війни)
- «Замуровані у склі» (1978, візир)
- «Мій перший друг...» (1979, актор театру в ролі Діка)
- «Політ з космонавтом» (1980, старий конюх)
- «Історія одного потиличника» (1980, фокусник, прадід Діми Бугаєва)
- «У матросів немає питань» (1980, пасажир у вагоні)
- «Якщо би я був начальником...» (1980, дід Люби)
- «Андрій і злий чарівник» (1981, Цмок)
- «Срібне ревю» (1982, дядя Яша, вахтер)
- «Шостий» (1982, старий-шахіст)
- «Божевільний день інженера Баркасова» (1983, сусід)
- «Без особливого ризику» (1983, пасажир ялтинського автобуса)
- «Комета» (1983, пенсіонер)
- «Осінній подарунок фей» (1984, старий Солдат)
- «Пан гімназист» (1985, пасажир на вокзалі)
- «Після дощику в четвер» (1985, придворний Бабадура)
- «Увага! Всім постам…» (1985, Андрій Єгорович, дідок-пацієнт (в титрах не вказаний)
- «Політ в країну чудовиськ» (1986)
- «На допомогу, братці!» (1988, цар)
- «Дій, Маню!» (1991, Іван Якимович)
- «П'ять викрадених ченців» (1991, злодій Кощій)
- «Ка-ка-ду» (1992, адвокат) та інші.

Озвучування:
- Гуси-лебеді (1949, мультфільм)
- «Сопілочка і глечик» (1950, мультфільм)
- «Граф Монте-Крісто» (1954)
- «Надбання республіки» (1971, папуга)
- «Молодильні яблука» (1974, Кощій Безсмертний)
- «Вечірній лабіринт» (1980)